# Klaus H. Hartmann
Klaus H. Hartmann (Schwäbisch Gmünd, 1955) is een Duitse beeldhouwer.

## Leven en werk
Hartmann studeerde vanaf 1980 aan de Hochschule der Künste in Berlijn. In 1982 was hij medeoprichter van de kunstenaarsgroepering Odious met zijn medestudenten Klaus Duschat, David Lee Thompson, Gisela von Bruchhausen, Hartmut Stielow en Gustav Reinhardt. De zes kunstenaars werkten vele jaren in een gezamenlijk atelier in Berlijn en exposeerden regelmatig als kunstenaarsgroep. In 1984 ontving Hartmann de XXIIIe Prix International d'Art in Monte Carlo. In 1985 studeerde Hartmann af bij de Engelse hoogleraar beeldhouwkunst David Evison en in 1987 kreeg hij een beurs van de Berlijnse Senaat. In 1993 behoorde hij tot de 41 uitgenodigde West- en Oost-Duitse metaalbeeldhouwers voor het symposium Stahlplastik in Deutschland 1993 in Halle.
De kunstenaar woont en werkt in Berlijn.

## Werken (selectie)
- 1983 : Freiplastik (Ewiger Frieden), Parkfriedhof Neukölln in Berlijn (Groep Odious)
- 1984 : Gang Bang, Salzgitter
- 1984 : Zeit-Wege-Zeit, Britzer Garten in Berlijn (Groep Odious)
- 1985 : Be-Züge, buitencollectie Kunstverein Springhornhof in Neuenkirchen (Lüneburger Heide) (met de Groep Odious)
- 1987 : Brandung, beeldenroute Skulpturen-Rundgang Schorndorf in Schorndorf
- 1989 : Pink Flamingo, Kunstpfad Universität Ulm in Ulm
- 1997/98 : Steg und Skulpturen im Südgelände, Südgelände Tempelhof in Berlijn

## Fotogalerij

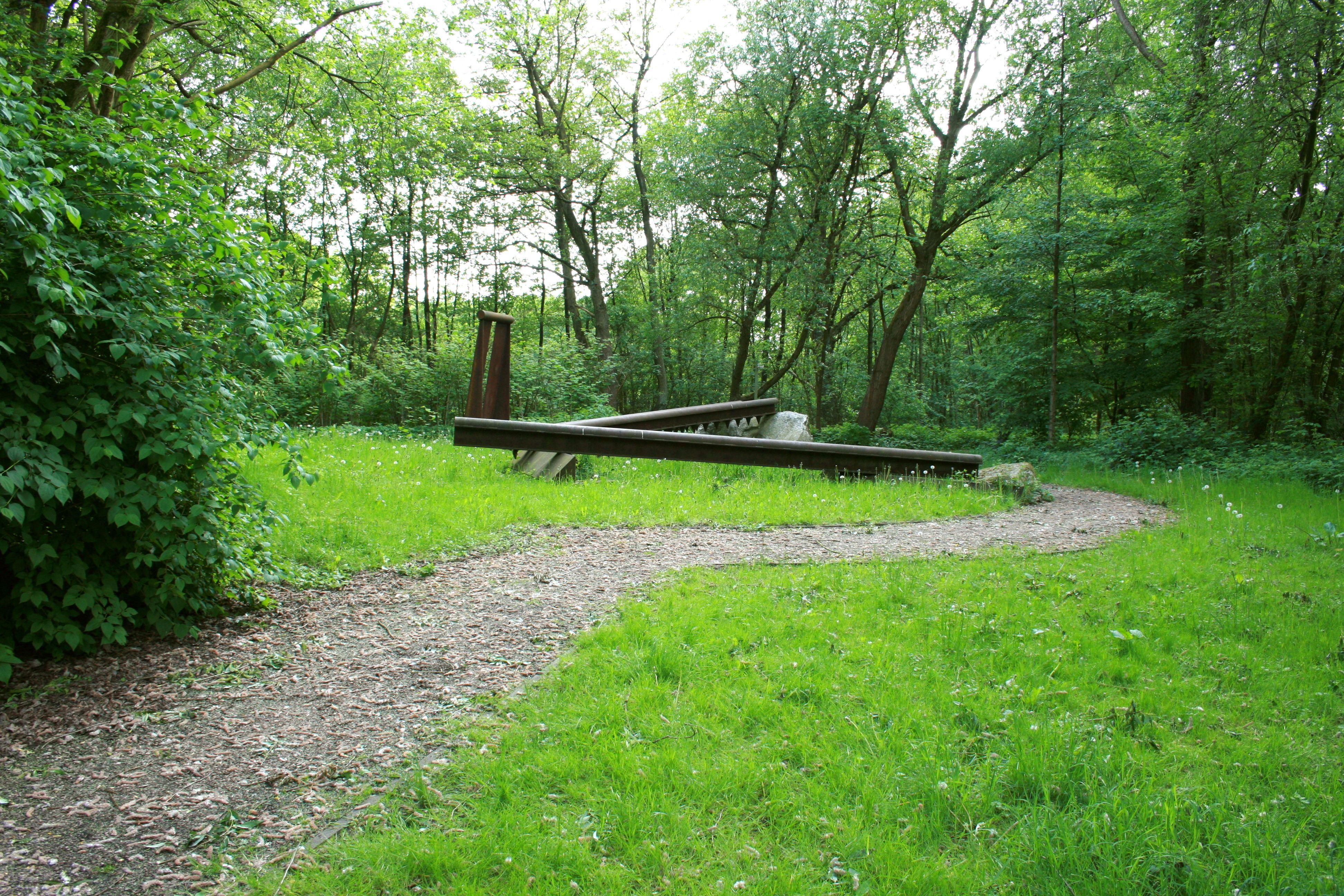
Be-Züge (1985) in Neuenkirchen
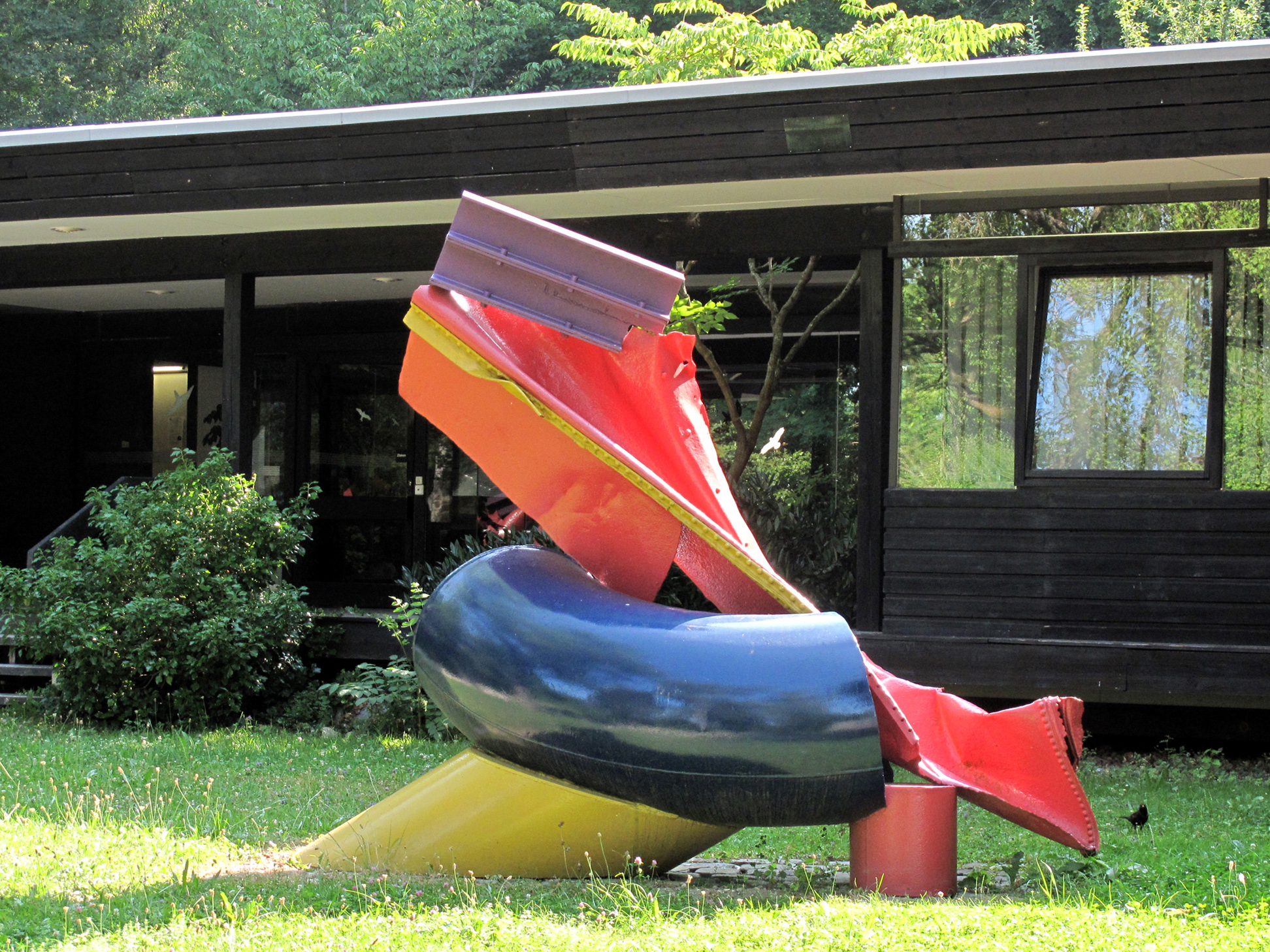
Pink Flamingo (1989)